# United Aircraft Corporation
A United Aircraft Corporation (nome no mercado mundial, em russo: Объединённая Авиастроительная Корпорация) é uma empresa russa de capital aberto. Com 80% das ações pertencentes ao estado e o resto à iniciativa privada, a empresa consolida companhias aeroportuárias de construção, manufatura, projeto e venda de aeronaves para fins civis, militares e de transporte. Seu centro administrativo localiza-se na cidade de Moscou.
As empresas pertencentes ao grupo são Irkut, Mikoyan, Sukhoi, Ilyushin, Tupolev, Beriev e Yakovlev.